# 超空転神トランセイザー
『超空転神トランセイザー』（ちょうくうてんしんトランセイザー）は、美川べるのによる漫画作品。講談社のウェブコミック誌『e-manga』にて2004年Vol.53よりウェブコミック形式で連載された。全3巻。

## あらすじ
魔法少女に憧れるごく普通の女の子・篠原心愛が、人間界の危機を救うためにやってきた聖幻獣・チーポと出会い、特撮風の変身ヒーロー「トランセイザー」となって、地球を狙う魔幻異怪帝国ヴォラードらと戦いを繰り広げる。

## 主な登場人物
声優はドラマCDのもの。

### メインキャラ
篠原心愛（しのはら ここあ）
声 - 後藤邑子
本作の主人公でヒロイン。14歳。魔法少女に憧れるごく普通の中学生だったが、ある日、地球を救うためにやってきた聖幻獣・チーポに「転神ステッキ」を授けられ、憧れていた「魔法少女なヒロイン」とは程遠い「特撮風ヒーロー」として戦う運命を義務付けられてしまう。実はかなりの料理下手。オタク特有の自分の好みや考え方に執着するタイプであり、それをチーポにツッコミを入れられる事がある。最初は流されるままに正義の味方をやっていたが、徐々に人間として成長していく。そして、当初は魔幻獣をただ凶悪なだけの存在と見ていたが、隣人としてコーラルやクリスを心から思うルチルと接し、そして、部下を思いやる優しさを持ったゲ＝オを見て、彼らを人間と変わらない心を持った存在として受け入れるようになる。最終的に自分の夢である「魔法少女なヒロインになりたい」を叶える。
トランセイザー
声 - 若本規夫
心愛の変身後の姿。魔法少女的な呪文を詠唱した後、「転神！」のかけ声で変身する。心愛の希望に反して、特撮風ヒーローそのものの必殺技で敵を撃退する。作中では三つの形態がある。
銀色のメタリックなボディの基本形態、武器は魔法少女用ステッキのような形状の柄から発生する伸縮自在のライトセーバー。柄だけの状態で魔法のような特殊攻撃を行った事がある。心愛の意志の成長に合わせてスーツがパワーアップした赤いボディの強化形態、武器は聖幻獣の持つ時空転移の力を応用してあらゆる戦闘に対応した武器を取り出す十得ナイフに似た形状の召喚器具「マルチディメンションスプレッダー」（通称:M・D・S）。主にドリル、突剣（スピア）を使用し、チーポへのツッコミにハンマーを使用した。最後はゲ＝オ達の力を注ぎ込まれて魔法少女のような姿に変化した最終形態。必殺技はボディの腹部の赤いクリスタル状の物質から放つビーム攻撃「マジカルプリフィアスターライト」（最終形態では手を交差させて放つ）。
初期の数話のみ、基本形態の背中に酸素ボンベのような物体が描かれていたが、描き難い上に動きにくいという理由で描かれなくなった。一度だけ、飛行用の着脱式オプションパーツとして復活した。
長距離を高速移動する為の乗り物としてジェットスキーに似た形状の飛行機ユニット「シューティングスタースプラッシュ号」を使用する。
心愛は当初、トランセイザーの格好を恥ずかしがっていたが、友人を始めとした学校の生徒達にトランセイザーがヒーローとして受けいられ、彼らの声援を浴びる事でトランセイザーである事に誇りを感じるようになっていく。
スーツがパワーアップし、ニコに変身解除機能を付けて貰えるまで、変身する度に制服や私服がスーツの状態で服として使い物にならなくなった上に人目の無い場所で脱いでいた。

チーポ
声 - 下田麻美
聖幻界からやってきた聖幻獣。消滅の危機にある地球を救うために「いい歳こいて変身したいとか思っている人間を探した結果、君しかおらんかった」という理由で心愛に転神ステッキを授ける。シトリンに「かなり難しい」と言われる時空転移を使いこなしたり、彼女の催眠波が効かないといった事からそれなりの実力者でもある。物事を冷静に把握する観察力が結構高く、人を見る目も持っている。普段は星形の尻尾をしたウサギのような姿だが、姿を自由に変えることができ、人前では長髪の男性の姿をしている（耳と尻尾はそのまま）。人間界では「心愛の兄」ということにしている。かなり性悪で腹黒なボケ役。マスコットという立ち位置にプライドを持っている。臭い台詞やロマンチックな表現が鼻に付く冷めたタイプである。「っチ」が口癖。実は35歳。その為、年齢の近い心愛の母親を「心枝さん」と名前で呼ぶ。
給料は時給制で派遣社員のような身分らしい。直属の上司であるニコを「暴言を吐いても大丈夫な上司」と言って、かなり横柄な態度で接している。ルチルに対して行動も言動も大人気無い上に容赦が無い。下心の類は感じられないが、シトリンにセクハラ染みた行為をする事がある。その反面、トランチアーズには自分から進んで弄るような真似はせず、親切に接する（結果的に弄ってしまう事はある）。
真面目にやれば有能なサポート役だが、ボケ役な為に心愛からの信用は微妙である（特にルチルに対する大人気無さ）。
人間時と幻獣時の姿は、ルチル以外の登場人物には「同じ名前の別人」と思われている。
幻獣の時の無表情で人を弄るというキャラクターから『まかまか』の美咲亜弥の原型になった。
歩美
乃絵
モモ
心愛と小さい時からの友達の三人。三人とも強い意志と精神力の持ち主である。歩美は短髪で標準的な体型の活発な性格の少女、フルネームは小倉歩美。乃絵はお嬢様口調で長い黒髪とカチューシャが特徴の美少女、フルネームは朝田乃絵。モモは三つ編みにした長髪とグラマラスな体型が特徴の眼鏡をかけた美少女、苗字は桃井でフルネームは不明。それぞれチアリーディング部、バトントワリング部、美術部に所属している。チーポにトランセイザーのサポート戦士トランチアーズに変身できるブレスレットを与えられる。トランチアーズとしての名前は、歩美が「グリーン・ドルフィン」、乃絵が「レッド・ローズ」、モモが「ブルー・ムーン」。歩美はエネルギー弾（ポンポン弾）を撃ち出す技、乃絵はバトンをブーメランのように投擲する技、モモはペン型のワンドで描いた物を具現化する能力を使用する。三人共トランセイザーにエネルギーを注ぎ込んでトランセイザーの技の威力を上昇させる支援能力を持っている。親友を勝手に巻き込んだことと、その姿が心愛のやりたくてたまらなかった変身ヒロインであったことから、心愛はチーポをしこたま絞った。技を放つ際の中二病的な台詞から乃絵が一番乗り気である。ソーダライトにチーポから貰ったブレスレットを奪われた為、最終戦まで出番が無かったが、ニコから新しいブレスレットを貰い、トランチアーズとして、ソーダライトの城にトランセイザーやルチルと一緒に突入する。その際にトランセイザーの正体を知った。
初戦の後にブレスレットを奪われた為、心愛よりも実戦経験が遥かに少ない。だが、ニコの特訓と持ち前の意志の力から最終戦で力を発揮して、自分達よりも強大なパワーを持ったコピーを撃退している。

### 協力者
ニコ
チーポの上司の聖幻獣。普段は黒いネコのような姿。人前では眼鏡をかけたやや童顔の男性の姿。穏やかで真面目な性格で、丁寧な口調で話す。感受性が強い面があり、心愛の成長等を見て感激すると、それをストレートに表現する。やや間の悪い面がある。上司としての威厳が無いのか、チーポにかなり舐められている。心愛同様に魔幻獣に対する認識を作中で改める。

### 魔幻異怪帝国ヴォラード
ゲ＝オ
魔幻異怪帝国ヴォラードの大首領。魔幻四天王を率い、地球に侵略の手を伸ばす。長髪でオッドアイと頭に生やした角が特徴。ルチルにジジイ呼ばわりされている割に比較的に若い容姿をしている（30代くらい）。豪快かつ大雑把な性格で、行き当たりばったりな面がある。部下に対して社交辞令を言わず、言動が素直過ぎて部下の顰蹙を買ってしまう事もある。基本的に部下想いで、コーラル達の可能性を信じている。無邪気に敵対する聖幻獣を触る場面がある。それらの姿を心愛に受け入られて、最終戦で共闘する。
コーラル
声 - 平川大輔
ヴォラード魔幻四天王の一人。魔幻獣の召喚を得意としている。トランセイザーに何度も撃退されている。悪役だが、素は礼儀正しい好青年で、かなりの天然キャラである。失敗を重ねた結果、城を追い出されて心愛の隣に引っ越してきた。それを心配して地球にやって来たルチルという弟がいる。学校を襲撃する際は部外者として訪問窓口で許可を貰ってから校内に入っている。常にマント姿で通行人にコスプレと思われている。地球に引っ越して来てから、侵略行為（仕事）は一切していない。チーポ等に軽く見られているが、潜在的に高い能力を秘めている。心愛の事を「トランセイザー」と連絡を取っている協力者だと思っている。結局、ヴォラードの中で最後にトランセイザーの正体を知った。
シトリン
声 - 平田宏美
ヴォラード魔幻四天王の一人で紅一点。精神操作系の攻撃が得意。美人で頭も良いが、見た目とは裏腹にかなりのおっちょこちょいである。セクシーな見た目と裏腹に純情な性格で性的な物に耐性が無い。トランセイザーの正体に気づかず、中身が美形の好青年だと思い込んで惚れている。当初、その条件にピッタリな心愛の担任教師「宗田」（ソーダライト）をトランセイザーだと思い込んでいた。ゲ＝オに対する忠誠心がとても強い。ソーダライトの離反後は、その忠誠心の高さと頭脳からゲ＝オの代理として地球侵略の音頭をとっている。大量の魔幻獣の卵を町にばら撒いた。最終戦では棺から出たゲ＝オと一緒にトランセイザー達と合流する。
ルチル
ヴォラード魔幻四天王の一人で最年少メンバー。コーラルの弟。ライダースーツのような服を着用している。雷撃系の能力を使い、その威力はトランセイザーをも圧倒するほどだが、アホな兄を持つために上手くいかず苦労している。トランセイザーの正体に気づいている。当初、子供特有の残酷さを持った攻撃的な性格だったが、兄が拾ってきた魔幻獣の女の子であるクリス（彼らが名付けた）の世話とソーダライトに洗脳された彼女との戦いから人間的に成長する。
ソーダライト
ヴォラード魔幻四天王の一人で最古参メンバーである本作のラスボス。膝辺りまでの長さの髪が特徴の美青年。ルチルと服装が同じ。上記の三人がゲ＝オに仕える以前から彼に仕え、彼と共に闇幻獣界を統一した彼の右腕的存在。ヴォラードが地球を発見した時にスパイとして地球に潜入する。物語当初、心愛の学校に潜入して、「宗田」という名前で彼女のクラスの担任教師をしていた。だが、その真の目的は三つの世界の征服であり、地球に潜入して力を蓄えていた。技の名前から火炎系と推測される能力を使い、残りの四天王が束になって相手になっても勝てないほどの実力者である。また、潜入していた心愛の学校関係者の記憶から自分の事のみを完全に消去するほどの精神操作の使い手でもある。ヴォラードを離反後、洗脳したクリスやトランチアーズから奪ったブレスレットから創り出したコピー達を率いて第三勢力としてトランセイザーとヴォラードに立ち塞がる。
クリス
シトリンが町にばら撒いた魔幻獣の卵の一つから生まれた少女。ルチルよりも少し体が大きくてグラマラスな体型の短い黒髪の美少女。生まれたばかりなので喋れない。コーラルに拾われ、彼らの妹として世話をされるようになる。特にルチルに妹として深い愛情を向けられている。強大な潜在能力を持っており、それをソーダライトに目を付けられ、拉致された後、部下として洗脳された結果、トランセイザー達の前に成長した姿で立ち塞がる。心愛の説得で兄として妹を止める事を決心したルチルによって倒され、卵へと戻る。後日、聖幻獣界で卵を孵化されて復活、ルチル達が待つ家と帰る。
名無し魔幻獣（仮）
シトリンが町にばら撒いた魔幻獣の卵の一つから生まれた人間型の魔幻獣。黒い悪魔のような尻尾を生やし、ホストのような服装をした美青年。軽薄そうな物腰だが、戦いに関しては真剣な性格であり、時空転移を使いこなす等実力も高い。作中では手を鞭や大鎌に変化させて攻撃に使用している。シトリンの事を「母さん」と呼んでいる。クリスと兄弟のような間柄である為、彼女から懐かれている。スーツがパワーアップしたトランセイザーに倒され、己の敗北を認めながら消える。
コピー
ソーダライトがトランチアーズから奪ったブレスレットに付いている「転神石」を核にブレスレットから引き出した持ち主の情報と魔幻獣のパワーを注入して創り出した彼女らの分身である。使う技は乃絵以外同じであるが、パワーは遥かに高い。乃絵のコピーは鍵と大鎌を併せた武器を持っている。

## 書誌情報
講談社よりWeb掲載分をまとめたものがコミックスとして出ている。
1. 第1巻 ISBN 978-4063721447
2. 第2巻 ISBN 978-4063754049
3. 第3巻 ISBN 978-4063755886

## ドラマCD
Lip on Hipより発売された。シナリオは宮本夕生が担当。挿入歌とBGMのフルバージョン全15曲を収録したオリジナルサウンドトラックも、同社より発売されている。